# Горења Брезовица (Брезовица)
Горења Брезовица (словен. Gorenja Brezovica) је насељено место у општини Брезовица, Средњесловенска регија, Словенија.

## Историја
До територијалне реорганизације у Словенији била је у саставу града Љубљане, односно старе општине Вич–Рудник.

## Становништво
У попису становништва из 2011. године, Горења Брезовица је имала 52 становника.
| Број становника према пописима | Број становника према пописима | Број становника према пописима |
| ------------------------------ | ------------------------------ | ------------------------------ |
| 1991                           | 2002                           | 2011                           |
| 50                             | 56                             | 52                             |